# 阿乔利语
阿乔利语（阿乔利语：Leb Acoli或Leb Lwo）是阿乔利人所使用的语言，属于尼罗-撒哈拉语系。阿乔利与主要使用于乌干达和南苏丹。